# Ганс Зенневальд
Ганс Зенневальд (нім. Hans Sennewald, 12 вересня 1961) — німецький академічний веслувальник.
Бронзовий призер Олімпійських Ігор 1992 року в складі вісімки.
Чемпіон світу 1982 року в складі розпашної четвірки зі стерновим, срібний призер 1987 (вісімки), 1989 (вісімки), 1993 (розпашні двійки без стернового) років, бронзовий призер 1985 (розпашні четвірки без стернового), 1990 (вісімки) років.
Срібний призер ігор Дружба-84.